# Neuropolis
Neuropolis (Eigenschreibweise neuropolis) war ein internationales Medien- und Theaterfestival, das von 1999 bis 2006 jährlich in Berlin-Mitte stattfand.
Nach der Abwicklung des Studiengangs Theaterwissenschaft an der Humboldt-Universität zu Berlin ging aus dem Festival der gemeinnützige Kulturverein neuropolis e. V. hervor, der das Ziel verfolgt, künstlerische, kulturelle oder gesellschaftspolitische Vorhaben zu fördern, zu entwickeln und umzusetzen.

## Name
Der Name von Neuropolis ergibt sich in der „guten“ Lesart als Kombination der konzeptionellen Hauptbestandteile: Neuronale Prozesse bilden den kleinsten gemeinsamen Nenner der Wahrnehmung und Verarbeitung des Theaterzuschauers, und die Polis als Ort der demokratisch-pluralistischen Artikulation versinnbildlicht den Raum zum offenen Diskurs und zum Austausch.
In der „bösen“ Lesart ist Neuropolis eine Verkodung stadtneurotischer Ansichten mit einem einfachen Wortspiel auf Metropolis.

## Organisation
Neuropolis, wiewohl infrastrukturell von Theaterhaus Mitte und Studiobühne unterstützt, wurde ehrenamtlich von Studierenden unterschiedlicher Fachrichtungen organisiert. Die Größe des Teams variierte jährlich zwischen 8 und 25 Personen. Eine Hierarchie im engeren Sinne gab es genauso wenig wie eine Rechtsform – es existierten aber für bestimmte Bereiche verantwortliche Personen.

## Geschichte

### Theatertreffen der Berliner Hochschulen
Die Anfänge von Neuropolis liegen im Jahr 1998, als im Fachbereich „Theaterwissenschaft und Kulturelle Kommunikation“ der Humboldt-Universität zu Berlin die vorhandene Studiobühne dazu genutzt werden sollte, den Studierenden der Theaterwissenschaft in Berlin bessere Aufführungsmöglichkeiten für ihre Werke zu geben.
Dementsprechend startete Neuropolis eher im Kleinen als „Theatertreffen der Berliner Hochschulen“ und blieb weiterhin studentisch organisiert. Nahezu die komplette Organisation lief innerhalb des Seminargebäudes ab, auch das Organisationsteam bestand in erster Linie aus Studierenden des Instituts für Kunst- und Kulturwissenschaften der Humboldt-Universität.

### Festival für junges Europäisches Theater
Im Jahre 2003 vollzog das Festival eine grundsätzliche Erweiterung, sowohl lokal als auch konzeptionell. Über einen intensiven Kontakt mit dem Kana Teatr in Stettin und dem dort stattfindenden Festival „Okno“ (polnisch: Fenster) wurde ein Raum für regen künstlerischen Austausch, ein inhaltlicher Schwerpunkt der Konzeption, geschaffen. Seither besuchen sich beide Festivals und Teile der auftretenden Künstler.
Darüber hinaus ergab sich mit der Erweiterung auch eine weitere Spielstätte, das Theaterhaus Mitte. Im Gesamten legte sich das Festival ein zweites Standbein zu, da nun neben studentischen auch vermehrt Produktionen aus der Off-Szene gastierten. Ebenso wurde das Festival zunehmend um ein Rahmenprogramm mit Ausstellungen und Installationen erweitert. Bei den am Abend gezeigten Produktionen war Neuropolis offen für alle Formen von Sprech- bis Figuren- oder Objekttheater.
Den vorläufigen Höhepunkt fand diese Kombination im Jahre 2005, als Neuropolis gleichzeitig als Projekttutorium an der Humboldt-Universität fungierte und anderthalb Wochen über hundert Künstler präsentierte. Die Organisation des Festivals erfolgte nach wie vor durch die Studierenden, die Bühnen standen dabei – etwa in der Presse- und Öffentlichkeitsarbeit – beratend zur Seite.

### Europäisches Theater- und Medienfestival
Nach 2005 fand eine Zäsur in der Entwicklung des Festivals statt. Bedingt durch das Ausscheiden der Theaterwissenschaft an der Humboldt-Universität, die dort seit 2003 zunehmend von der Medienwissenschaft abgelöst wurde, ergab sich eine partielle Neukonzeption, die das Rahmenprogramm gleichwertig mit den Aufführungen behandelt. Darüber hinaus wurde auch Frankreich als Kooperationsland aufgenommen.
2006 fand letztmals ein Festival statt.